# Denemarken op het Eurovisiesongfestival 1986
Denemarken werd op het Eurovisiesongfestival 1986 vertegenwoordigd door het duo Trax, met het lied Du er fuld af løgn. Het was de negentiende deelname van Denemarken aan het festival.

## Finale
De Dansk Melodi Grand Prix, gehouden in de DR-televisiestudio's in Kopenhagen, werd gepresenteerd door Jørgen Mylius. Tien artiesten namen deel. De winnaar werd gekozen door 5 regionale jury's.
| Volgorde | Artiest              | Lied                  | Punten | Plaats |
| -------- | -------------------- | --------------------- | ------ | ------ |
| 1        | Keld and Hilda Heick | Mirakler              | 14     | 5de    |
| 2        | Trax                 | Du er fuld af løgn    | 29     | 1ste   |
| 3        | J.P. West            | Si' det er mig        | --     | --     |
| 4        | Lotte Rømer          | Dig og mig            | --     | --     |
| 5        | Brødrene Olsen       | Fællessang i parken   | --     | --     |
| 6        | Lecia Jønsson        | Hvis nu lykken findes | --     | --     |
| 7        | Kirsten and Søren    | Sig det som det er    | 17     | 4de    |
| 8        | Lørdagskyllingerne   | Syng en sang          | --     | --     |
| 9        | Fenders              | Vild med eventyr      | 20     | 3de    |
| 10       | Birthe Kjær          | Vil du med            | 25     | 2de    |

## In Bergen
Denemarken moest tijdens het festival aantreden als 18de, na Zweden en voor Finland. Aan het einde van de puntentelling bleek dat Trax op een zesde plaats was geëindigd met 77 punten.
België gaf geen punten aan deze inzending en Nederland gaf er 4.

### Gekregen punten

#### Finale
| 12 punten                       | 10 punten                      | 8 punten      | 7 punten                       | 6 punten              |
| ------------------------------- | ------------------------------ | ------------- | ------------------------------ | --------------------- |
|                                 | - Israël - Noorwegen           |               | - Cyprus - Duitsland - IJsland | - Verenigd Koninkrijk |
| 5 punten                        | 4 punten                       | 3 punten      | 2 punten                       | 1 punt                |
| - Frankrijk - Portugal - Spanje | - Ierland - Nederland - Zweden | - Zwitserland |                                |                       |

### Punten gegeven door Denemarken

#### Finale
Punten gegeven in de finale:
| 12 punten | Ierland             |
| 10 punten | België              |
| 8 punten  | Verenigd Koninkrijk |
| 7 punten  | Duitsland           |
| 6 punten  | Zweden              |
| 5 punten  | Noorwegen           |
| 4 punten  | Zwitserland         |
| 3 punten  | Spanje              |
| 2 punten  | Luxemburg           |
| 1 punt    | Portugal            |

1957 · 1958 · 1959 · 1960 · 1961 · 1962 · 1963 · 1964 · 1965 · 1966 · 1967-1977 · 1978 · 1979 · 1980 · 1981 · 1982 · 1983 · 1984 · 1985 · 1986 · 1987 · 1988 · 1989 · 1990 · 1991 · 1992 · 1993 · 1994 · 1995 · 1996 · 1997 · 1998 · 1999 · 2000 · 2001 · 2002 · 2003 · 2004 · 2005 · 2006 · 2007 · 2008 · 2009 · 2010 · 2011 · 2012 · 2013 · 2014 · 2015 · 2016 · 2017 · 2018 · 2019 · 2020 · 2021 · 2022 · 2023 · 2024 · 2025